# Ekbert von Andechs-Meranien

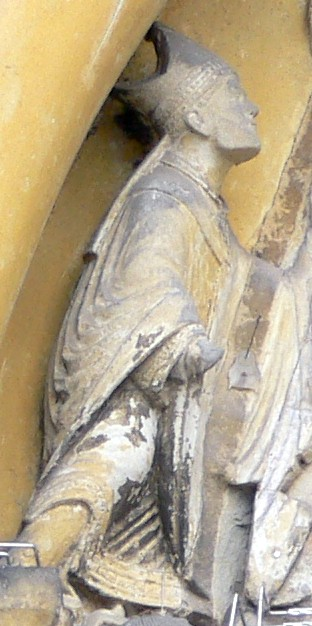
Eckbert im Tympanon der Gnadenpforte des Bamberger Doms

Ekbert Graf von Andechs-Meranien (auch Ekbert von Bamberg genannt) (* nach 1173; † 5. Juni 1237 in Wien) war Bischof von Bamberg von 1203 bis zu seinem Tod. Als Sohn von Berthold IV. und der Agnes von Rochlitz war er ein Bruder der Heiligen Hedwig von Andechs.

## Leben
Im Jahr 1208, nach dem Mord eines Wittelsbachers am staufischen König Philipp von Schwaben in Bamberg, konnte der Täter mit seinen Getreuen nach Südbayern fliehen. In Verdacht, von den Plänen der Wittelsbacher zur Ermordung des Königs gewusst zu haben, gerieten daraufhin der Bamberger Bischof Ekbert von Andechs-Meranien und sein Bruder Markgraf Heinrich von Istrien, die beim Königshaus zunächst in Ungnade fielen. Die mittelalterlichen Geschichtsschreiber äußern in diesem Zusammenhang jedoch entweder deutliche Zweifel an der Mitschuld der Andechser, oder sie gehen auf weitere Täter außerhalb des engeren Kontextes der Wittelsbacher gar nicht erst ein.
Ekbert floh nach Ungarn zu seiner Schwester Gertrud von Andechs, der Königin von Ungarn.
In der Zeit seines Episkopats wurde der Bamberger Dom gebaut. Ekbert war Parteigänger von Kaiser Friedrich II. 1237 wurde er dessen Statthalter für Österreich und Steiermark.